# نيك ميلي
نيك ميلي (بالإنجليزية: Nick Miele)‏ هو لاعب كرة قدم أمريكي في مركز الدفاع، ولد في 22 ديسمبر 1992 في ألباكركي في الولايات المتحدة. لعب مع تاكوما ديفنس.